# Pavelló de la Companyia Transatlàntica
El Pavelló de la Companyia Transatlàntica va ser un edifici modernista construït per Antoni Gaudí per l'Exposició Universal de Barcelona de 1888. Situat en la Secció Marítima del certamen, va subsistir fins a l'obertura del passeig Marítim de Barcelona el 1960, data en què va ser enderrocat.
Aquesta obra es va emmarcar en l'etapa orientalista de Gaudí (1883-1888), període en què l'arquitecte va realitzar una sèrie d'obres de marcat gust oriental, inspirades en l'art del Proper i Llunyà Orient (Índia, Pèrsia, Japó), així com en l'art islàmic hispànic, principalment el mudèjar i nassarita. Gaudí va emprar amb gran profusió la decoració en taulell ceràmic així com els arcs mitrals, cartel·les de maó vist i rematades en forma de templet o cúpula.

## Història i descripció

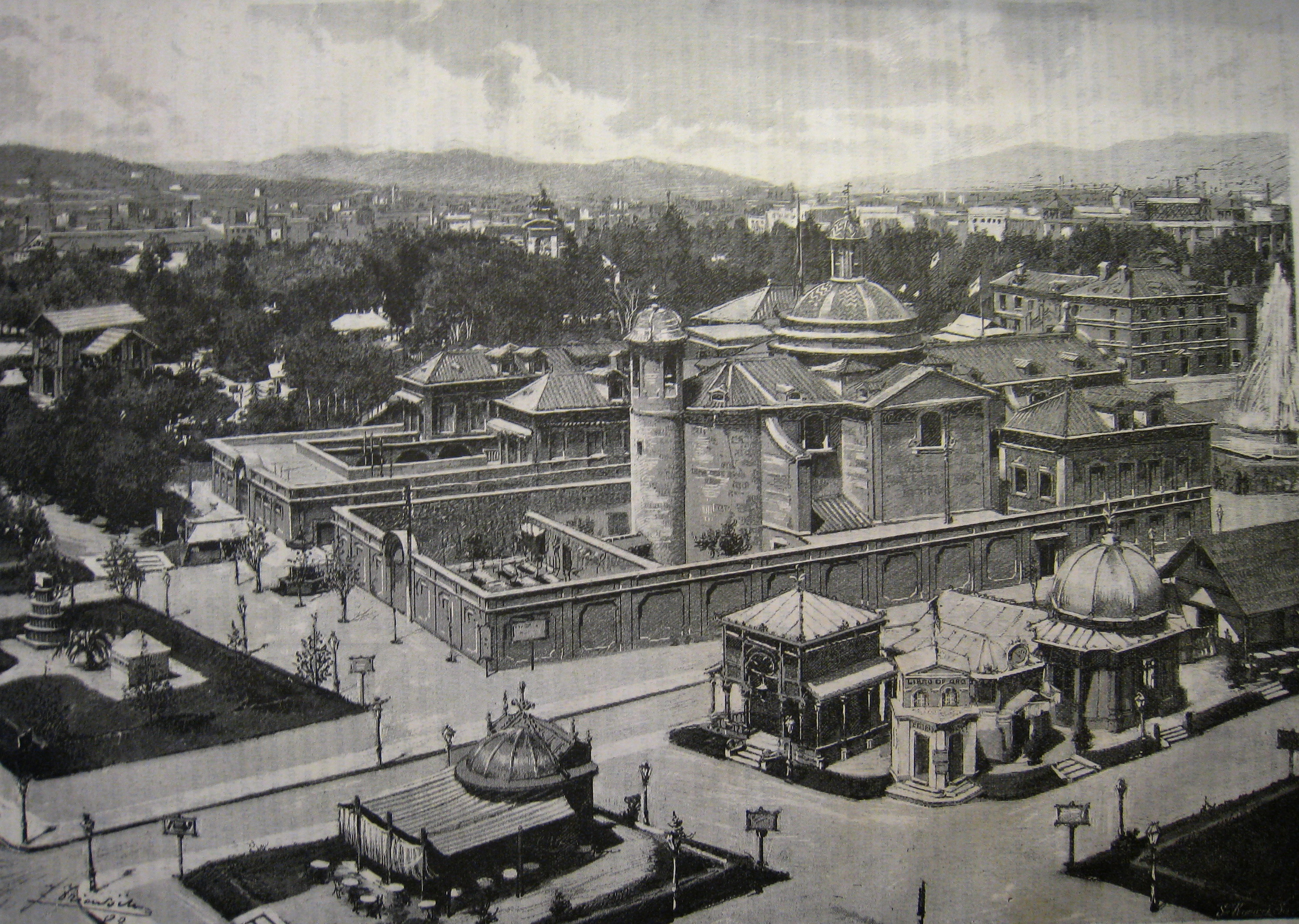
Vista general de l'Exposició Universal de Barcelona

L'Exposició Universal de 1888 va ser un gran esdeveniment urbanístic i social gràcies al qual es va urbanitzar una gran extensió de terreny que comprenia des del parc de la Ciutadella —després de l'enderrocament de la fortalesa militar i la cessió dels terrenys a la ciutat el 1869— fins a la Barceloneta, i es van millorar infraestructures en tota la ciutat. L'exposició es va poder veure des de l'11 d'abril fins al 9 de desembre de 1888, i va comptar amb l'assistència de dos milions de visitants. Estava formada per diversos edificis oficials i nombrosos pavellons, amb una àmplia representació internacional i de les principals empreses de la Ciutat Comtal. Després del seu tancament van quedar empeus diversos edificis, com el castell dels Tres Dragons (actual Museu de Zoologia), l'Hivernacle i l'Umbracle, així com l'Arc de Triomf que servia d'entrada a l'exposició i el monument a Colom. També es van construir altres edificis com el Palau de Justícia, el mercat del Born i la seu de Correus. Amb aquesta celebració, Barcelona va aprendre que l'organització de grans esdeveniments internacionals no només li facilitava la urbanització de la ciutat, sinó que li reportava multitud de visitants i projecció internacional. D'altra banda, el certamen va ser el punt de partida del modernisme català, el nou estil que va dominar el panorama artístic entre finals del segle xix i començaments del xx.
El Pavelló de la Companyia Transatlàntica es trobava en la Secció Marítima, uns terrenys situats al costat del mar, units al parc de la Ciutadella pel recentment construït pont de la Marítima, que salvava les línies de ferrocarril que connectaven Barcelona amb el nord. Altres pavellons d'aquesta secció van ser els d'Administració Militar, Asil Naval, Salvament de nàufrags, Efectes Navals, Mineria, Electricitat i la Vaqueria Suïssa, actualment una escola. Tanmateix, al passeig de Colom es va erigir l'Hotel Internacional, obra de Lluís Domènech i Montaner, enderrocat després de la finalització de l'Exposició.

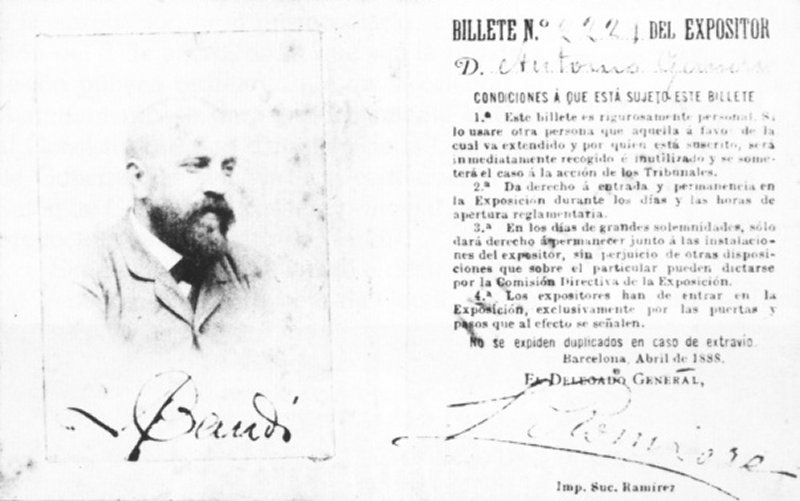
Carnet d'expositor de Gaudí per a l'Exposició Universal

La Companyia Transatlàntica era propietat d'Antonio López y López, marquès de Comillas, un empresari i banquer càntabre que va fer la seva fortuna a Cuba. Dedicada al transport marítim, cobria diverses rutes amb Amèrica, Àfrica i Filipines, i tenia la seva seu a Santander, tot i que a Barcelona tenia una important delegació. Antonio López era sogre d'Eusebi Güell, el mecenes de Gaudí, fet pel que probablement l'arquitecte va rebre aquest encàrrec.

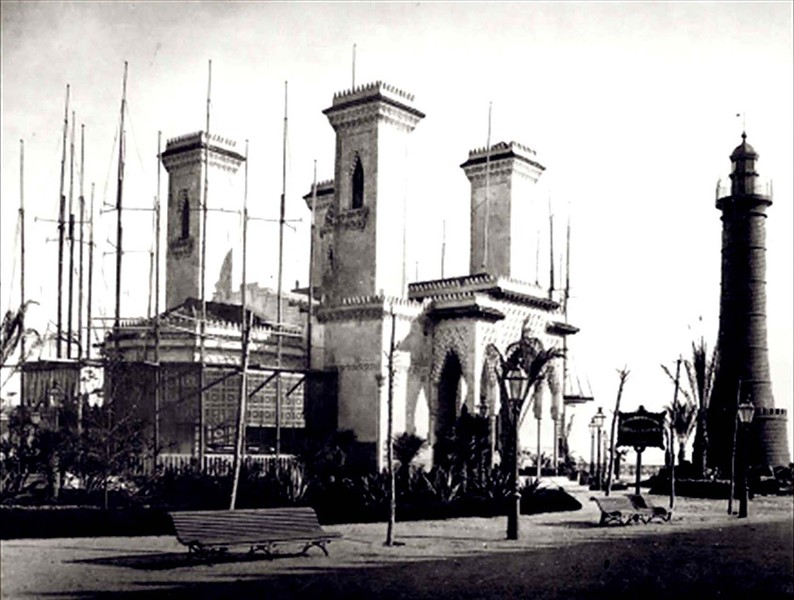
Una altra imatge del pavelló

El pavelló construït per Gaudí tenia un precedent immediat en un altre promogut per la naviliera per l'Exposició Marítima de Cadis de 1887, obra del mestre d'obres murcià Adolfo García Cabezas. Tot i que seguia un esquema similar, el seu equivalent a Barcelona va presentar notables diferències, degut sens dubte a la intervenció gaudiniana. El pavelló gadità mesurava 30 x 14 m, i tenies tres salons, un de central i dos als costats de forma poligonal, així com una torre amb cúpula coberta de teules d'escata de peix confeccionades en taulell policrom. L'interior estava inspirat en les cabines de vaixell. En canvi, el pavelló barceloní, tot i que inspirat en l'anterior —el diari La Ilustración ho va definir com «el cafè àrab que tant va cridar l'atenció en l'exposició de Cadis»—, presentava nombroses variacions: Gaudí va dissenyar el pavelló en estil nassarita granadí, amb arcs de ferradura i decoració d'estuc. Va canviar el cos d'entrada i el pòrtic, i va afegir quatre torres; també va incorporar unes persianes basculants de fusta entre gallardets que van donar un aspecte totalment nou a la construcció. El pòrtic d'entrada estava inspirat en el pati dels Lleons de l'Alhambra de Granada. Les torres, semblants a minarets, estaven adornades amb arabescs i coronades per una doble cornisa de permòdols i merlets. La façana es completava amb una sèrie de màstils amb gallardets i persianes de gelosia, similars a les dissenyades per Gaudí per la finca Güell i la casa Vicens.
Per a l'Exposició Universal Gaudí va rebre també de part de l'Ajuntament de Barcelona l'encàrrec de la restauració del Saló de Cent i de l'Escala d'Honor de la Casa de la Ciutat, juntament amb la realització d'una butaca per a la reina regent Maria Cristina; del projecte solament es va dur a terme la butaca que l'alcalde Francesc de Paula Rius i Taulet va regalar a la reina.